# I Know You Want Me
I Know You Want Me è il primo singolo del rapper statunitense Young Buck estratto dall'album Buck the World. Lo ha prodotto e vi ha partecipato Jazze Pha.

## Informazioni
La canzone non ha fatto ingresso nella chart Billboard Hot 100, ma ha raggiunto la posizione n.67 nella Hot R&B/Hip-Hop Songs.
50 Cent, Lloyd Banks, i Mobb Deep, Tony Yayo, Spider Loc, gli M.O.P., Ludacris e altri fanno un'apparizione nel videoclip.

## Posizioni in classifica
| Chart (2007)                          | Posizione massima |
| ------------------------------------- | ----------------- |
| Billboard Hot R&B/Hip-Hop Songs (USA) | 67                |